# Cassidey
Cassidey, znana też pod innymi pseudonimami: Annie Bunz, Bobbie Adore, Cassidey Rae i Paisley Adams. (ur. 24 grudnia 1980 w Denver) – amerykańska aktorka pornograficzna.

## Życiorys
Urodziła się w Denver w stanie Kolorado. W wieku osiemnastu lat zadebiutowała w filmie MH Home Video 500: Sloppy Seconds 1 (1998).
W kwietniu 2001 pojawiła się na okładce „Hustler Erotic Video Guide”. Wystąpiła w teledysku do piosenki Enrique Iglesiasa „Sad Eyes” (2000) oraz w filmie dokumentalnym Nathana S. Garfinkela Fluffy Cumsalot, Porn Star (2003).
Wzięła udział w produkcji Vivid Sun Burn (2006) ze Scottem Nailsem, Vivid Debbie Does Dallas Again (2007) w reżyserii Paula Thomasa z Derrickiem Pierce, Naughty America Latin Adultery 6 (2008) z Charlesem Derą, Doll House 3 (2008) z Mickiem Blue, Brazzers Network Big Dick Neighbor (2008) z Ramónem Nomarem.

### Życie prywatne
W latach 90. spotykała się z innymi aktorami i aktorkami filmów pornograficznych: Allysin Chaynes (1999), Alaną Evans (1999), Bunny Luv (1999), Vince'em Vouyerem (1999) i Ianem Danielsem (1999). 8 sierpnia 2004 wyszła za Rocky’ego Bernsteina, jednak już w 2005 się z nim rozwiodła. Następnie spotykała się z aktorami porno: Benem Englishem (2006), Julianem Andretii (2006), Jackiem Venice (2007), Jeanem Val Jeanem (2007) i Evanem Stone (2007).

## Nagrody i nominacje
| Rok  | Nagroda    | Kategoria                              | Film                                              | Inni wykonawcy                             | Rezultat  |
| ---- | ---------- | -------------------------------------- | ------------------------------------------------- | ------------------------------------------ | --------- |
| 2001 | AVN Award  | Najlepsza nowa gwiazdka                | -                                                 | -                                          | Nominacja |
| 2001 | AVN Award  | Najlepsza scena seksu analnego - film  | Marissa (2000)                                    |                                            | Nominacja |
| 2001 | AVN Award  | Najlepsza scena seksu grupowego - film | Believe it or Not (2000)                          |                                            | Nominacja |
| 2004 | AVN Award  | Najlepsza aktorka - film               | Sordid (2003)                                     | -                                          | Nominacja |
| 2004 | AVN Award  | Najlepsza scena seksu oralnego - film  | Sordid (2003)                                     | TJ Cummings                                | Nominacja |
| 2004 | AVN Award  | Najlepsza scena seksu w parze - film   | Sordid (2003)                                     | Dale DaBone                                | Nominacja |
| 2004 | AVN Award  | Najlepsza scena seksu grupowego - film | Sordid (2003)                                     | Dale DaBone, Eric Price i Taylor St. Clair | Nominacja |
| 2006 | XRCO Award | Najlepszy powrót                       | -                                                 | -                                          | Nominacja |
| 2014 | XBIZ Award | Najlepsza scena w parodii              | Lone Ranger XXX: An Extreme Comixxx Parody (2013) | Ryan McLane                                | Nominacja |
| 2015 | XBIZ Award | Najlepsza scena seksu samych dziewczyn | Secret Crushes (2013)                             | Celeste Star                               | Nominacja |
| 2017 | AVN Award  | AVN Hall of Fame                       | -                                                 | -                                          | Wygrana   |